# 格奥尔格·凯兴斯泰纳
格奥尔格·凯兴斯泰纳（德語：Georg Kerschensteiner；1854年7月29日—1932年1月15日），德国教育家。

## 生平

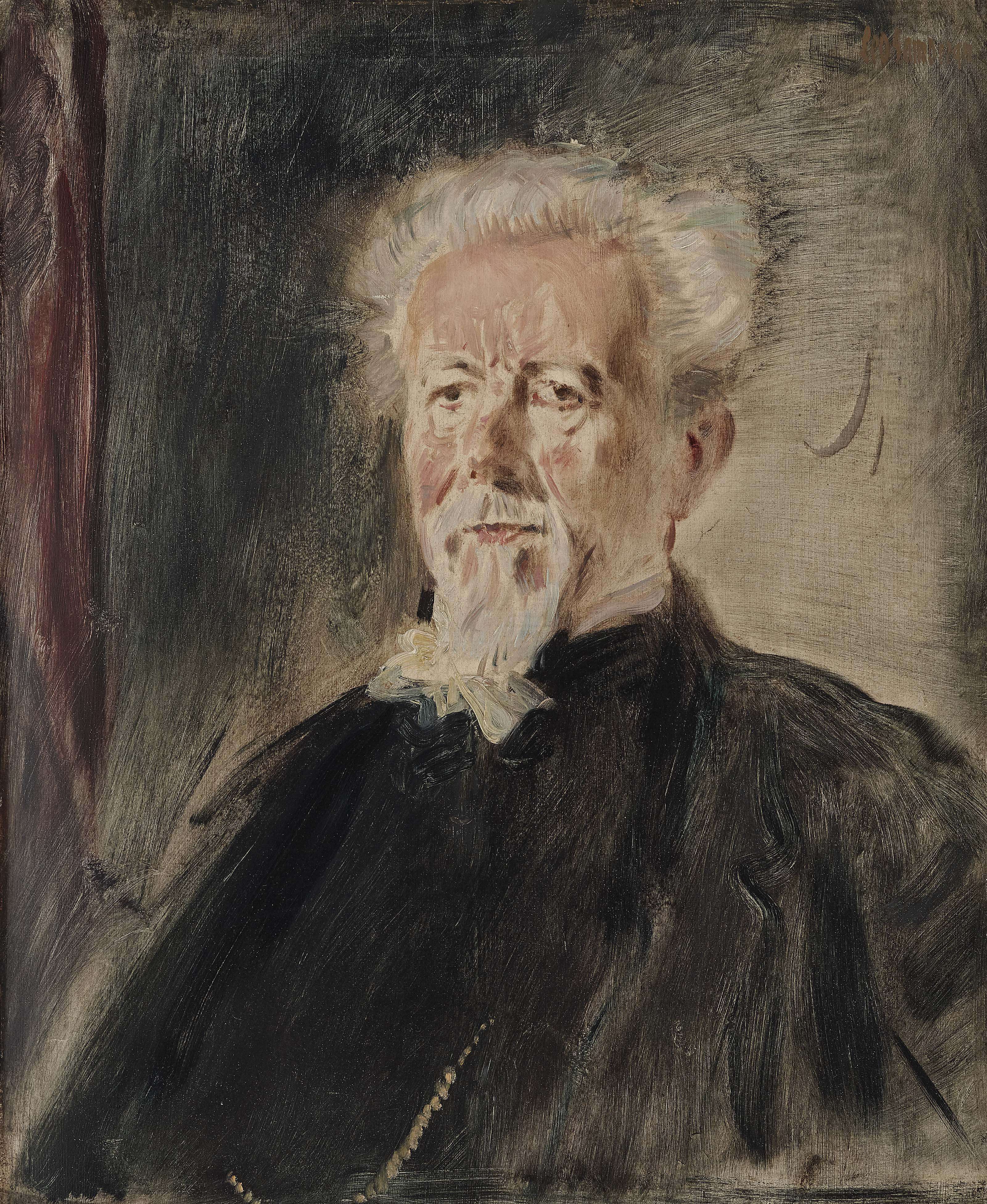
利奥·赞姆伯格所绘凯兴斯泰纳肖像

凯兴斯泰纳1854年出生于德国慕尼黑，12岁时进入师范学校学习，1871年毕业后担任一所国民学校的教师。1877年至1881年间，凯兴斯泰纳先后在慕尼黑工业大学和慕尼黑大学学习，并最终获得哲学博士学位。1883年起，凯兴斯泰纳先后在纽伦堡、施韦因富特、慕尼黑等地的实科中学（Realschule）和文科中学担任教员。1895年至1919年的25年间凯兴斯泰纳任慕尼黑市督学长、教育局长和政府高级顾问，直至退休。凯兴斯泰纳在政府任职期间制定了慕尼黑职业教育制度，在初等学校设特别班，专门注重手工劳作课，并为在职青年举办以技术培训为主的“继续学校”（或“补习学校”）。
1901年，他出版了《公民学校》一书，详细阐释了公民教育与劳作教学的理论；1905年，他首次正式提出了“劳作学校”的概念；1908年，在瑞士纪念裴斯泰洛齐的大会上，凯兴斯泰纳作了题为《裴斯泰洛齐精神中的未来学校——劳作学校》的报告，引起了与会者的广泛关注。自此以后，“劳作学校”理论在欧洲很多地区得到积极响应，并引发了一场“劳作学校运动”，而凯兴斯泰纳则被人视为“劳作学校”的先驱；1912年，他出版了《工作学校要义》一书，对“劳作学校”的理论内涵进行了系统介绍，这本书也成为“劳作学校”理论的奠基之作；1918年，凯兴斯泰纳被聘为慕尼黑大学和莱比锡大学的兼职教授，在大学中讲授教育问题；1932年，凯兴斯泰纳在慕尼黑去世。